# وردان (سلماس)
وردان هي قرية في مقاطعة سلماس، إيران. عدد سكان هذه القرية هو 2,285 في سنة 2006.